# مستنقع يانيق كلي
مستنقع يانيق كلي هو مستنقع يقع على مسافة 31 كم جنوب غرب منطقة هشترود بإيران، وخلال فصلي الخريف والشتاء تأتي الطيور المهاجرة للاستقرار فيه.